# Associazione Generale Italiana dello Spettacolo
L'Associazione Generale Italiana dello Spettacolo (AGIS) è un'associazione che riunisce e rappresenta gli imprenditori e gli interessi delle attività, pubbliche e private, nei settori dell’esercizio cinematografico e dello spettacolo dal vivo in Italia.

## Storia
L’11 maggio 1945 a Milano viene costituita l’Associazione Lombarda Esercenti Cinema e Teatri (ALECT) di cui fu promotore Mario Villa, fondatore del Bollettino dello spettacolo, dal 1957 Giornale dello Spettacolo, sino al 2013 organo ufficiale d’informazione dell’AGIS.
Il 7 dicembre 1945 a Roma, su iniziativa dei responsabili di quattro settori di attività dello spettacolo (esercizio cinematografico e teatrale, produzione teatrale e lirica, circhi e spettacoli viaggianti) viene fondata l’AGIS ove vi confluirono l’ALECT lombarda e analoghe organizzazioni degli stessi settori imprenditoriali in Piemonte e Veneto.
L’AGIS diviene nazionale con l’Assemblea costituente del 1947 che elesse Italo Gemini alla Presidenza. 
Sin dall’inizio della sua attività, svolta a livello nazionale e anche locale attraverso le Unioni Regionali, l’AGIS, dal 1999 strutturata in forma confederale, assolve la duplice funzione di ente esponenziale di interessi diffusi del mondo dello spettacolo (culturali, economici, imprenditoriali) e di organizzazione sindacale in rappresentanza delle imprese dello spettacolo come controparte delle principali organizzazioni dei lavoratori nella contrattazione nazionale collettiva del lavoro.
L’AGIS nel corso della sua attività di lobbying, che ha adeguato ai cambiamenti istituzionali, sociali e culturali del Paese succedutisi dal 1945 in poi, ha dato e continua a dare importanti contributi alla definizione delle politiche pubbliche per lo spettacolo, portando all’attenzione del decisore pubblico idee e proposte anche di dimensione normativa in un rapporto costante negli anni e trasparente con i diversi livelli di governo, centrale e locale.
Sono stati incisivi gli interventi dell’AGIS in alcuni passaggi per l’ordinamento dello spettacolo, come sulla legge 800/1967 sulle attività musicali, la 163/1985 che ha istituito il  Fondo Unico per lo Spettacolo, sul decreto legislativo 367/1996 in ordine alla trasformazione in fondazioni private degli enti lirico – sinfonici, sulla riforma legislativa che disciplina il Cinema e l’audiovisivo con legge 220/2016 e sui diversi provvedimenti normativi in merito ai criteri di finanziamento delle attività di spettacolo, dalle semplici circolari amministrative, prima del 1994, ai successivi regolamenti e decreti ministeriali.
Dopo l’abolizione del Ministero del Turismo e dello Spettacolo nel 1993, l’AGIS ha esercitato, inoltre, un ruolo determinante nel dibattito politico che ne seguì sulla possibile regionalizzazione delle competenze in materia di spettacolo, contribuendo a dare forma al principio del concorso di competenze tra lo Stato e le Regioni.
L’AGIS ha assunto anche il compito di promuovere alcune manifestazioni dello spettacolo lungo tutto il Paese.

## La Sede
La prima sede dell’Associazione era situata a Roma in via Sistina, dove già agiva la Federazione industriali dello spettacolo prebellica.
Dal 1951 al 2017 la sede principale di AGIS venne spostata a Via di Villa Patrizi 10 a Roma. La struttura fu voluta e realizzata da Italo Gemini.
La sede di Villa Patrizi ancora oggi ospita al suo interno anche alcune delle più importanti realtà e associazioni del mondo dello spettacolo aderenti ad AGIS.
Dal luglio 2017, la sede dell’AGIS è situata in via del Gesù 62, a Roma.

## I presidenti
- Italo Gemini (1945-1953)
- Edmondo Incisa Di Camerana (1953-1954)
- Italo Gemini (1954-1980)
- Franco Bruno (1980-1989)
- Comitato di presidenza (1989-1989): Lucio Ardenzi; Carlo Fontana;  Egidio Palmiri; David Quilleri
- Carlo Maria Badini (1989-1993)
- David Quilleri (1993-1995)
- Antonio Mazzarolli (1995-1998)
- Giorgio Van Straten (1998-2002)
- Alberto Francesconi (2002-2010)
- Paolo Protti (2010-2012)
- Comitato di reggenza (2012-2013): Lionello Cerri; Alberto Francesconi; Domenico Dinoia; Maurizio Roi; Vincenzo Spera
- Carlo Fontana (2013-2022)
- Francesco Giambrone (2022-in carica)[2]

### Segretario generale
- Domenico Barbuto (2022-in carica)